# Grafschaft Foix

Das Wappen von Foix

Lage der Grafschaft Foix

Die Grafschaft Foix mit ihrer Hauptstadt Foix umfasste vom 11. bis in das 16. Jahrhundert weitgehend das Gebiet des heutigen Département Ariège.
Die Grafschaft lag am Nordhang der Pyrenäen und war geographisch zur Hälfte in ein Hochland im Süden (haut pays) und ein Tiefland im Norden (bas pays) gegliedert. Die wichtigsten Städte neben Foix waren Pamiers (ehemals Frédélas), Saverdun, Mirepoix, und Tarascon. Bedeutende religiöse Einrichtungen waren die Abteien von St. Volusien (Foix), St. Antonin (Pamiers), Lézat-sur-Lèze und Boulbonne. Bekannte mittelalterliche Burgen, welche besonders zur Zeit der Katharer eine Rolle spielten, waren Montségur, Roquefixade und Usson.
Angrenzend an die Grafschaft lagen im Norden die Grafschaft Toulouse, im Osten die Grafschaften von Carcassonne und Razès, im Süden die Grafschaft Urgell und im Westen die Grafschaft Comminges.

## Geschichte der Grafschaft

### Im 11. Jahrhundert

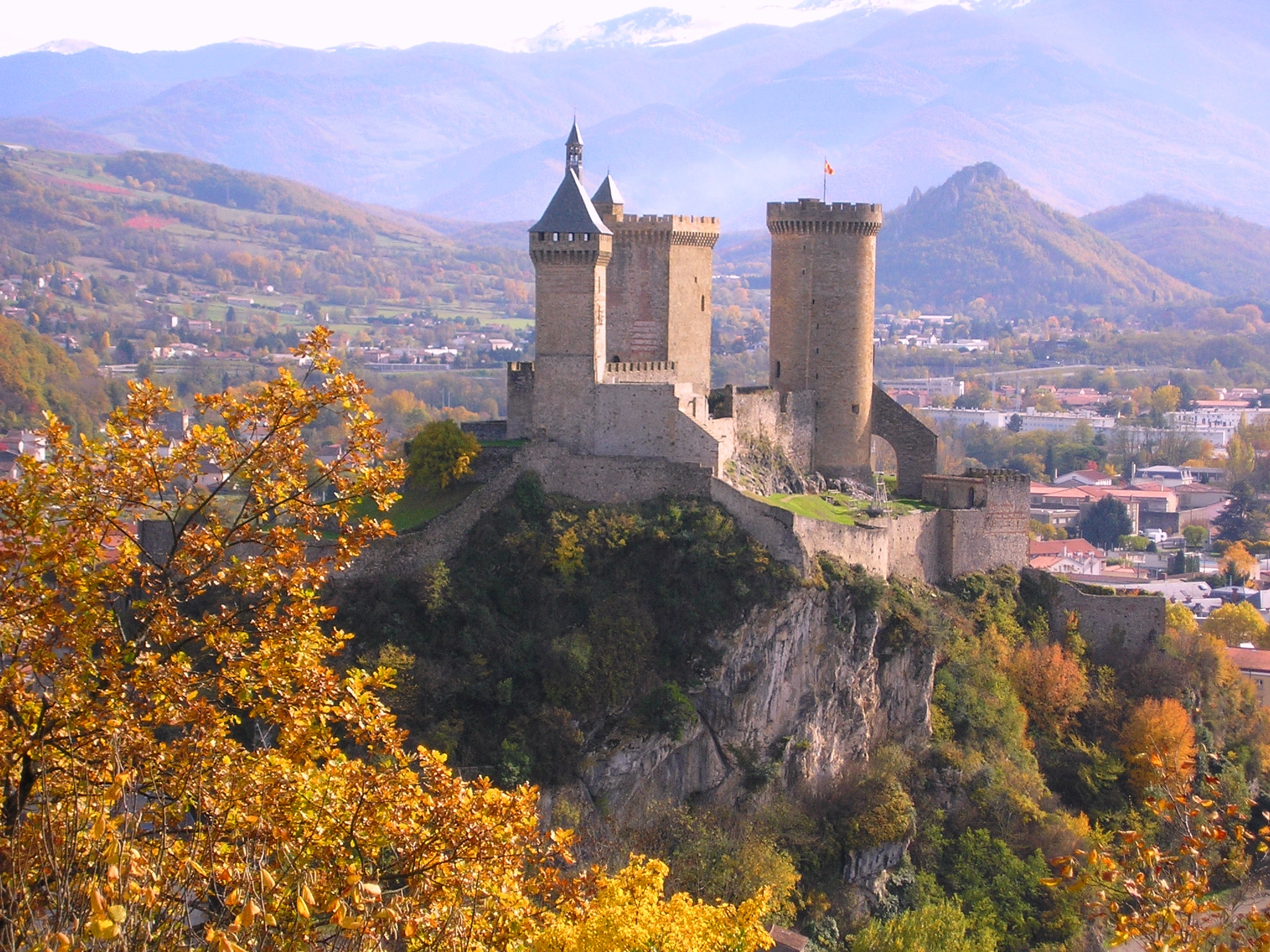
Burg Foix

Mitte des 10. Jahrhunderts gelangten die Grafen von Comminges auch in den Besitz der Grafschaft Carcassonne. Bereits zum Ende des 10. Jahrhunderts errichtete Graf Roger der Alte von Carcassonne-Couserans auf dem „roc de Foix“ (Fels von Foix) eine Wehranlage, die für seinen Sohn Graf Bernard Roger bereits als bevorzugte Residenz diente. Eigentlich begründet wurde die Grafschaft mit dem Tod Roger Bernards 1034 und der darauffolgenden Aufteilung von Couserans unter dessen Söhnen. Roger I. erhielt dabei die östliche Hälfte mit Foix, doch schon sein Neffe Roger II. vereinte beide Territorien wieder, wobei Foix weiterhin als Hauptresidenz diente.
Von politischer Bedeutung in dieser Zeit war der gescheiterte Erbgang der Grafen von Foix in der Grafschaft Carcassonne, auf die sie gemäß einer erblichen Verfügung Graf Rogers des Alten einen Anspruch hatten, doch wurde ihnen das Erbe vom Hause Trencavel erfolgreich bestritten.

### Im 12. Jahrhundert
Dadurch erlebten die Grafen einen Machtverlust in der Region des Languedoc, durch den sie gezwungen waren, ihre Stellung mittels Lavieren zwischen den zwei bedeutsamsten Mächten der Region, der Grafen von Toulouse und Barcelona, zu sichern. Während sie sich zunächst an Toulouse anlehnten, wechselten sie ab 1151 unter Graf Roger Bernard I. an die Seite Barcelonas (bzw. Aragon). Durch die letztere Option konnten sich die Grafen von Foix eine wesentlich souveränere Position sichern, da ihnen, bedingt durch ihre geographische Lage, eine stärkere Dominanz der katalanischen Herrscher erspart blieb. Denn durch eine Sperrung der Pyrenäenpässe konnten die Grafen mögliche Übergriffe vom Süden her leichter abwehren.
In dieser Zeit breitete sich im Languedoc die Glaubensbewegung der Katharer aus, die von der römisch-katholischen Kirche als häretische Sekte eingestuft und verfolgt wurde. Die Grafen von Foix, wie auch die anderen Feudalherren der Region, gewährten den Katharern aber Duldung und Unterstützung in ihren Ländereien. Besonders in der Grafschaft Foix und seinem Adel fanden die Katharer einen starken Rückhalt.

### Im 13. Jahrhundert
Die erste Hälfte dieses Jahrhunderts stand ganz im Zeichen des Albigenserkreuzzuges, welcher zur Bekämpfung der Katharer und ihrer Unterstützer ausgerufen wurde. Die Grafen Raimund Roger und Roger Bernard II. gehörten zu dessen entschiedensten Gegnern und kämpften mehrere Jahre mit wechselndem Erfolg gegen die Kreuzfahrer. Doch letztlich mussten sie sich geschlagen geben und sich in den Verträgen von Meaux-Paris 1229 und Lorris 1243 der französischen Krone, dem Hauptnutznießer des Kreuzzuges, unterwerfen.
In der letzten Hälfte des Jahrhunderts waren die Grafen engagiert, ihre gräflichen Rechte innerhalb ihres Territoriums gegenüber der königlichen Autorität, welche vom Seneschall von Carcassonne repräsentiert wurde, zu bewahren, was ihnen auch größtenteils gelang. Ein noch heute existierendes Zeugnis vom Wirken der Grafen in jener Zeit ist das Fürstentum Andorra, dessen Gründung auf einen im Jahre 1278 geschlossenen Pareáge-Vertrag des Grafen Roger Bernard III. und dem Bischof von Urgell zurückgeht.
Innerhalb der Kirchenhierarchie wurde Foix 1295 aus der Erzdiözese von Toulouse durch Papst Bonifatius VIII. herausgelöst und einem neuen Bistum unterstellt, welches seinen Sitz in Pamiers bekam.

### Im 14. Jahrhundert

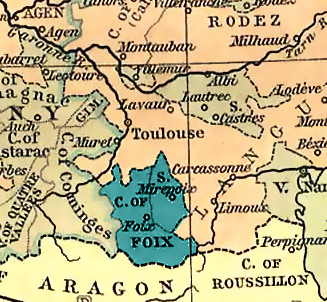
Die Grafschaft Foix

Die gräfliche Dynastie von Foix stieg nun zu einem der führenden Geschlechter Frankreichs auf, besonders der Erbgang in der Vizegrafschaft Béarn war dabei von Bedeutung. Denn während des Hundertjährigen Krieges, den die Grafen auf der Seite Frankreichs bestritten, konnte sich die Dynastie dort ein souveränes Fürstentum errichten. Durch das Erbe von Béarn gerieten die Grafen von Foix nun für längere Zeit in einen Konflikt mit den Grafen von Armagnac, die ebenfalls einen Anspruch auf das Béarn erhoben. Der bekannteste Vertreter des Hauses Foix sollte dabei Gaston III. Fébus sein, der ein viel gerühmter Kriegsmann und Förderer der höfischen Kultur und Kunst war. Die Grafschaft Foix selbst aber sollte seit dieser Zeit einen Bedeutungsverlust erleiden, da die Grafen ihren Hof nunmehr im gascognischen Orthez oder in Pau unterhielten. Juristisch wurde die Grafschaft zudem dem Seneschall von Toulouse unterstellt.
Am Ende dieses Jahrhunderts starb die erste Dynastie von Foix in ihrem Mannesstamm aus und wurde vom Hause Grailly beerbt, welches aber Wappen und Namen ihrer Vorgänger weiterführte.

### Im 15. Jahrhundert
Unter der neuen Dynastie erreichte das Haus Foix den Höhepunkt seiner Macht. Neben Gebietsgewinnen wie der Grafschaft Bigorre 1425 und der Vizegrafschaft Narbonne 1447 stand mit der Verleihung der französischen Pairswürde für Foix 1458 die Anerkennung als eine zum Hochadel des Königreiches zugehörigen Familie.
Zum Ende des Jahrhunderts erreichten sie sogar königliche Würden, als das Haus Foix die navarresische Königskrone erbte. Allerdings war der Dynastie in Navarra nur ein sehr kurzes Leben beschieden, da sie wenige Jahre später ausstarb.

### Im 16. Jahrhundert und danach
Durch erneute Erbgänge kam die Grafschaft Foix nun zuerst 1517 an das Haus Albret, einem alten Geschlecht, das aus der Gascogne stammte, und 1572 an das Haus Bourbon, welches ein Geschlecht von königlich-kapetingischer Abstammung war. Beide Häuser waren auf protestantischer Seite engagiert in den Hugenottenkriegen, welche die Geschichte Frankreichs in diesem Jahrhundert bestimmten. Mit der Thronbesteigung des Grafen Heinrich II. 1589 als Heinrich IV. wurde die Grafschaft Foix schließlich ein Teil der königlichen Domäne, wo sie bis zur französischen Revolution verblieb. 1646 wurde in Pamiers ein neues Seneschallat geschaffen, dem Foix seither juristisch unterstand.
Als König Ludwig XVI. 1789 die Generalstände einberief, war die Grafschaft Foix dort mit vier Abgeordneten, darunter Marc Guillaume Alexis Vadier, vertreten. Aufgrund eines Gesetzbeschlusses vom 22. Dezember 1789 wurde die Grafschaft am 4. März 1790 in das Département Ariège eingegliedert.

## Liste der Grafen von Foix
|                                                             | Name                        | Regierungszeit | Verwandtschaft                          | Anmerkungen                                                       |
| ----------------------------------------------------------- | --------------------------- | -------------- | --------------------------------------- | ----------------------------------------------------------------- |
| Haus Comminges (Foix)                                       |                             |                |                                         |                                                                   |
|                                                             | Roger der Alte              | 957–1012       |                                         | Graf von Carcassonne erbaute die Burg von Foix                    |
|                                                             | Bernard Roger               | 1012–1034      | Sohn seines Vorgängers                  | Graf von Couserans                                                |
|                                                             | Roger I.                    | 1034–1067      | Sohn seines Vorgängers                  | erster Graf von Foix                                              |
|                                                             | Roger II.                   | 1067–1124      | Neffe seines Vorgängers                 | Kreuzritter                                                       |
|                                                             | Roger III.                  | 1124–1148      | Sohn seines Vorgängers                  |                                                                   |
|                                                             | Roger Bernard I. der Fette  | 1148–1188      | Sohn seines Vorgängers                  |                                                                   |
|                                                             | Raimund Roger               | 1188–1223      | Sohn seines Vorgängers                  | Kreuzritter                                                       |
|                                                             | Roger Bernard II. der Große | 1223–1241      | Sohn seines Vorgängers                  |                                                                   |
|                                                             | Roger IV.                   | 1241–1265      | Sohn seines Vorgängers                  |                                                                   |
|                                                             | Roger Bernard III.          | 1265–1302      | Sohn seines Vorgängers                  | Erster französischer Kofürst von Andorra                          |
|                                                             | Gaston I.                   | 1302–1315      | Sohn seines Vorgängers                  |                                                                   |
|                                                             | Gaston II. der Tapfere      | 1315–1343      | Sohn seines Vorgängers                  |                                                                   |
|                                                             | Gaston III. Fébus           | 1343–1391      | Sohn seines Vorgängers                  |                                                                   |
|                                                             | Mathieu                     | 1391–1398      | Cousin zweiten Grades seines Vorgängers |                                                                   |
|                                                             | Isabelle                    | 1398–1428      | Schwester ihres Vorgängers              |                                                                   |
| Haus Foix-Grailly                                           |                             |                |                                         |                                                                   |
|                                                             | Archambaud de Grailly       | 1398–1412      | Ehemann von Gräfin Isabelle             |                                                                   |
|                                                             | Johann I.                   | 1428–1436      | Sohn seines Vorgängers                  |                                                                   |
|                                                             | Gaston IV.                  | 1436–1472      | Sohn seines Vorgängers                  |                                                                   |
|                                                             | Franz Fébus                 | 1472–1483      | Enkel seines Vorgängers                 | König von Navarra                                                 |
|                                                             | Katharina                   | 1483–1517      | Schwester ihres Vorgängers              | Königin von Navarra                                               |
| Haus Albret                                                 |                             |                |                                         |                                                                   |
|                                                             | Johann II.                  | 1483–1516      | Ehemann von Gräfin Katharina            | König von Navarra                                                 |
|                                                             | Heinrich II.                | 1517–1555      | Sohn seines Vorgängers                  | König von Navarra                                                 |
|                                                             | Johanna                     | 1555–1572      | Tochter ihres Vorgängers                | Königin von Navarra                                               |
| Haus Bourbon                                                |                             |                |                                         |                                                                   |
|                                                             | Anton                       | 1555–1562      | Ehemann von Gräfin Johanna              | König von Navarra                                                 |
|                                                             | Heinrich III.               | 1572–1610      | Sohn seines Vorgängers                  | König von Navarra seit 1589 als Heinrich IV. König von Frankreich |
| Vereinigung von Foix mit der französischen Krondomäne 1589. |                             |                |                                         |                                                                   |